# (10809) Majsterrojr
(10809) Majsterrojr est un astéroïde de la ceinture principale.

## Description
(10809) Majsterrojr est un astéroïde de la ceinture principale. Il fut découvert le 17 mars 1993 à La Silla par le programme UESAC. Il présente une orbite caractérisée par un demi-grand axe de 3,15 UA, une excentricité de 0,17 et une inclinaison de 6,4° par rapport à l'écliptique.

## Compléments